# Геворков, Александр Месропович
Александр Месропович Геворков (арм. Ալեքսանդր Մեսրոպի Գևորգյան; 8 октября 1926, Полторацк — 15 марта 2023, Москва) — военный деятель, начальник Главного управления судоремонтных заводов ВМФ (1970—1986), участник Великой Отечественной войны, вице-адмирал (1978).

## Биография
Родился 8 октября 1926 года в городе Ашхабаде Туркменской ССР.
В 1943 поступил курсантом на подготовительный курс Тихоокеанского Высшего военно-морского училища во Владивостоке.
С 1944 по 1949 год проходил обучение на паросиловом факультете Высшего военно-морского инженерного училища им. Дзержинского в  Ленинграде.
С 1949 по 1951 год служил начальником учебно-тренировочного электротехнического кабинета штаба Каспийской флотилии, а затем командиром БЧ-5 на «Большом охотнике» № 109; инженером-электриком станции безобмоточного размагничивания кораблей Каспийской флотилии в городе Баку.
В 1951 году переведён на Тихоокеанский флот старшим строителем кораблей 92-го судоремонтного завода Военно-морского флота во Владивостоке.
В 1955 году, после окончания курсов руководящего состава судоремонтных заводов при Высшем военно-морском училище им. Дзержинского в Ленинграде назначен старшим строителем судоремонтного завода № 23 ВМФ; а затем начальником станции подводного судоремонтного завода № 23 ВМФ в городе Баку.
С 1960 по 1964 год работает начальником 176 судоремонтного завода ВМФ в Архангельске.
С 1965 по 1968 годы — начальник Кронштадтского судоремонтного завода ВМФ.
В 1968 году назначен заместителем начальника Главного управления судоремонтных заводов ВМФ (ГУСРЗ ВМФ).
С 1970 по 1986 годы — начальник Главного управления судоремонтных заводов ВМФ.
В 1978 году присвоено звание вице-адмирал.
С июля 1986 — в отставке.
Скончался 15 марта 2023 года на 97-м году жизни. Похоронен на Троекуровском кладбище.

## Награды
- Орден Ленина
- Орден Октябрьской Революции
- Орден Трудового Красного Знамени
- Орден Красной Звезды
- Орден Отечественной войны I степени
- Медали

## Семья
- Жена — Геворкова (Джамгарова) Ирина Христофоровна (1926—1980), педагог (преподавала английский язык в средней школе). Детей нет.